# ショッピーズ
「ショッピーズ」（SHOPPIES）は東京都渋谷区に本社を置く日本の企業である株式会社Stardust Communicationsが開発運営するフリマアプリ&サイト。
「ショッピーズ」のサービスを運営している株式会社Stardust Communicationsについても以下にて記載する。

## フリマアプリ「ショッピーズ」
ショッピーズとは、日本にてサービスを提供しているフリマアプリである。
2012年12月にiOS版が、2013年3月にAndroid版が配信開始となった。
フリマサービスの中では最も老舗のサービスであり、アプリ・PC・スマートフォンWEB・フィーチャーフォンWEBの全デバイスで利用ができる唯一のマルチデバイスのフリマサービスである。

## 株式会社Stardust Communications

### 沿革
- 2006年
  - 4月 - 株式会社Stardust Communications設立[1]。
  - 12月 - フリマサイト「ショッピーズ」配信・サービス開始。
- 2012年12月 - フリマアプリ「ショッピーズ」iOS版配信・サービス開始。
- 2013年3月 - フリマアプリ「ショッピーズ」Android版配信・サービス開始。